# Gemerské Michalovce
Gemerské Michalovce é um município da Eslováquia, situado no distrito de Rimavská Sobota, na região de Banská Bystrica. Tem 6,25 km² de área e sua população em 2018 foi estimada em 92 habitantes.

## Demografia
| Ano:        | 1994 | 2004    | 2014    | 2024   |
| ----------- | ---- | ------- | ------- | ------ |
| Broj ljudi: | 98   | 108     | 97      | 90     |
| Razlika:    |      | +10,20% | -10,18% | -7,21% |

| Ano:               | 2023 | 2024   |
| ------------------ | ---- | ------ |
| Número de pessoas: | 92   | 90     |
| Diferença:         |      | -2,17% |